# Unihockey Langenthal Aarwangen
Unihockey Langenthal Aarwangen (kurz ULA) ist ein Schweizer Unihockey-Verein aus Langenthal & Aarwangen. Die erste Mannschaft von ULA spielt in der Nationalliga B.

## Sinn und Zweck
Unihockey Langenthal Aarwangen (kurz ULA) ist einer der grössten Vereine des schweizerischen Unihockeyverbandes. ULA versteht sich als Verein, der Jugendlichen ein erstklassiges Angebot im Leistungs- und Breitensportbereich zur Verfügung stellt. Der Verein bietet jungen, sportbegeisterten Leuten vielfältige Entwicklungs- und Entfaltungsmöglichkeiten. So können sie sich nicht nur sportliche Fähigkeiten, sondern auch Sozialkompetenz, Selbstdisziplin, Teamfähigkeit, Führungsqualitäten aneignen. Weiter will ULA mit einer starken und breiten Nachwuchsabteilung eine Basis schaffen, die es dem Verein ermöglicht, sich langfristig im Leistungssport-Bereich zu etablieren. Damit wird ein attraktives Sport- und Unterhaltungsangebot für die ganze Region Oberaargau geschaffen.

## Aktivitäten
Unihockey ist eine äusserst attraktive und spannende Hallensportart mit Stock und Ball. Nebst dem üblichen Trainingsbetrieb führt ULA für seine zahlreichen Teams und selbstverständlich auch für die sportbegeisterten Zuschauer an rund 40 Tagen pro Jahr über 60 Meisterschafts- und Cupanlässe durch. Die Meisterschaft dauert jeweils von September bis März. Über die Spiele und Resultate aller ULA-Teams kann man sich auf www.ula.ch informieren. Dort finden sich auch weitere Informationen über den Verein, sämtliche Teams und zu allen Aktivitäten des Vereins sowie Kontaktdaten der Verantwortlichen.

## Stadion
Die Mannschaften von Unihockey Langenthal Aarwangen spielen deren Heimspiele wenn möglich in der Dreifachturnhalle Kreuzfeld.

## Mannschaften
ULA hat Mannschaften über alle Junioren sowie Nachwuchsstufen.
- Herren Aktive: Herren 1: Nationalliga B, Herren 2: 2th Liga
- Nachwuchs: Junioren U21 B, Junioren U18 B, Junioren U16 B, Junioren U14 A & Junioren U14 B
- Junioren: Junioren D (Team: Orange, Rot & Blau), Junioren E, Junioren F
- Plausch: Herren Grossfeld, Damen Kleinfeld & Herren Kleinfeld

## Kader 2023/24 (Herren NLB)
| Nr | Position    | Spielername           |
| -- | ----------- | --------------------- |
| 26 | Goalie      | Sandro Lustenberger   |
| 31 | Goalie      | Michael Niklaus       |
| 41 | Goalie      | Lukas Nyffenegger     |
| 71 | Goalie      | Yanis Plüss           |
| 6  | Verteidiger | Cedric Eichenberger   |
| 7  | Verteidiger | Jan Kreienbühl        |
| 9  | Verteidiger | Patrick Lüscher       |
| 14 | Verteidiger | Matthias Reinmann     |
| 19 | Verteidiger | Romain Beaud          |
| 21 | Verteidiger | David Zumstein        |
| 22 | Verteidiger | Simon Hutzli          |
| 23 | Verteidiger | Elio Fritschi         |
| 32 | Verteidiger | Isaia Schneeberger    |
| 8  | Stürmer     | Simon Joost           |
| 9  | Stürmer     | Tim Wyss              |
| 10 | Stürmer     | Emmanuel Schärli      |
| 11 | Stürmer     | Lauri Liikanen        |
| 14 | Stürmer     | Laurin Grädel         |
| 17 | Stürmer     | Moris Stöckli         |
| 18 | Stürmer     | Lukas Moser           |
| 20 | Stürmer     | Steven Dätwyler       |
| 24 | Stürmer     | Virgile Eggerschwiler |
| 29 | Stürmer     | Odin Steinhauser      |
| 34 | Stürmer     | Jonas Siegrist        |
| 44 | Stürmer     | Jakub Mendrek         |
| 56 | Stürmer     | Ondrej Svatos         |